# Stegodon aurorae
Stegodon aurorae, também conhecido como Elefante Akebono (アケボノゾウ, Akebono-zō), é uma espécie de elefantoide fóssil conhecido do Pleistoceno Inferior (2,0 Ma - 1,0 Ma) com achados no Japão e Taiwan.:487

## Descrição
O esqueleto mais bem preservado de Stegodon aurorae, descoberto na cidade de Taga, na Província de Shiga, tem uma altura até o ombro de 1.93 m (6 ft 4 in), com o comprimento do corpo chegando a 4.58 m (15.0 ft).:43 As pernas são relativamente curtas, sendo a proporção entre o comprimento da coluna vertebral e a altura até o ombro de 0,88 m.:43 A massa corporal de S. aurorae foi calculada como sendo de um quarto da massa corporal do seu ancestral continental S. zdanskyi, que tinha uma altura até o ombro de cerca de 3.6 m (12 ft) ;:1658 neste caso, podendo ser considerado um exemplo de nanismo insular.:1657

## Distribuição
Os restos de Stegodon aurorae foram encontrados em mais de quarenta e cinco localidades no arquipélago japonês, principalmente no centro da ilha de Honshū.:43 O espécime tipo era da Província de Ishikawa,  enquanto que entre os oito esqueletos restantes achados, um foi encontrado na Província de Saitama, dois na Província de Nagano, um na Província de Shiga, um na Província de Mie e três na Província de Hyōgo.:202 Um maxilar inferior fragmentado com parte de um outro terceiro molar também foram recuperados da região de "Cho-chen", Taiwan.:31

## Biozona
A espécie dá nome à zona de assembléia bioestratigráfica, sendo denominada como "Zona S. aurorae".:487 Esta biozona, que foi formada a cerca de dois a um milhão de anos atrás,:487 inclui a família dos Cervídeos ( Elaphurus spp. e Cervus sp.) e dos rinocerontes ( Rhinoceros sp.), sendo estas como possíveis espécies herbívoras que competiam por recursos. Quanto a espécies carnívoras ou predadoras, acredita-se que fosse habitada pela extinta espécie Lobo de Falconer (Canis falconeri).:1662

## Sucessão faunística
Alguns fósseis da Ordem dos proboscídeos foram recuperados de mais de trezentos e cinquenta sítios arqueológicos do Japão.:149 Nesse sentido, conforme o acordo do princípio da sucessão faunística, foi estabelecido pelos pesquisadores a seguinte sequência geológica: Gomphotherium annectens,:318 Stegolophodon pseudolatidens,:322 Sinomastodon sendaicus, Stegodon miensis, S. protoaurorae, S. aurorae, Mammuthus trogontherii, S. orientalis, Palaeoloxodon naumanni e M. primigenius.:149:471

## Especiação
A análise cladística de caracteres cranianos sugere uma estreita relação entre as espécies Stegodon aurorae e Stegodon zdanskyi do norte da China.:41 Acredita-se que S. zdanskyi tenha chegado ao Japão no início do Plioceno, através da formação de uma ponte terrestre, o que acabou dando origem a pequena espécie S. miensis, considerada a mais antiga dos quatro estegodontídeos encontrados no arquipélago japonês, isso após o isolamento do continente, causado pela diminuição das camadas de gelo.:41:482 A "lacuna bioestratigráfica" entre S. miensis (c. 4–2,9 Ma) e S. aurorae (c. 2–1 Ma) é preenchida pela espécie S. protoaurorae (c. 2,9–2 Ma),:487 no qual sua especiação talvez tenha sido "desencadeada" pelo processo geológico de transgressão marinha,:484 e as suas sucessivas diminuições de tamanho sendo uma possível "tendência evolutiva".:488 A ausência da espécie S. aurorae no registro fóssil da China e da Península Coreana apoia a ideia da teoria das espécies surgindo dentro do arquipélago.:261

## Taxonomia
Elephas aurorae foi descrito por Matsumoto Hikoshichirō em 1918, com base em um molar superior achado no Monte Tomuro, em uma antiga Província japonesa, atual Província de Ishikawa.  Em 1924, Matsumoto estabeleceu o gênero Parastegodon e incluiu nele a espécie do Elefante Akebono, com a nova combinação sendo conhecida como Parastegodon aurorae. Em 1938, Makiyama Jiro sinonimizou Parastegodon com Stegodon.:15 Em uma revisão de 1991 do antigo gênero Parastegodon, Taruno Hiroyuki confirmou a sinonimização de Stegodon kwantoensis (Tokunaga, 1934), Stegodon sugiyamai (Tokunaga, 1935), Stegodon akashiensis (Takai, 1936) e Stegodon infrequens (Shikama, 1937), assim como alguns materiais descritos ao Stegodon shodoensis (Matsumoto, 1924), relacionados com Stegodon aurorae.

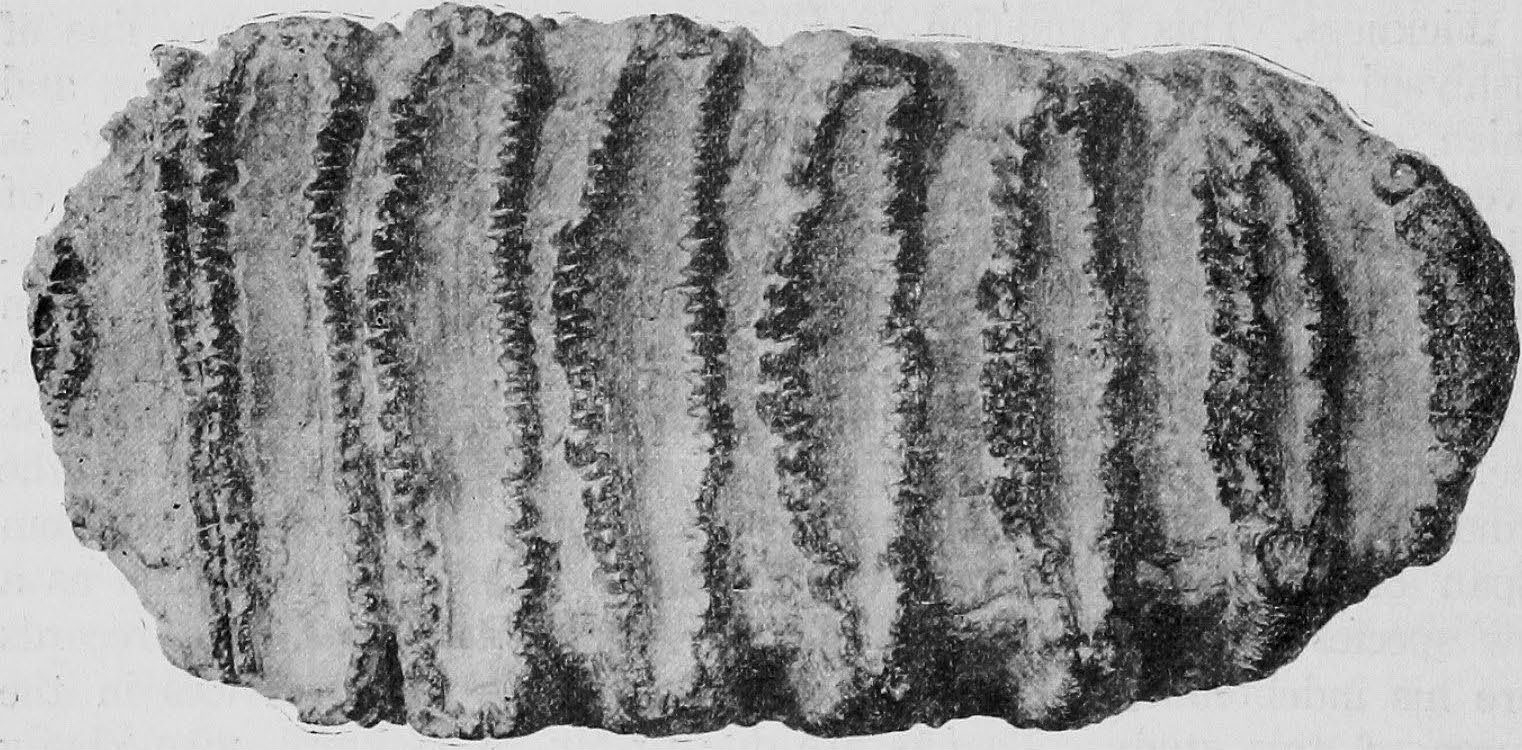
Parastegodon akashiensis, sinônimo de Stegodon aurorae, foi descrito por Matsumoto a partir de um dente pós-canino achado no antigo distrito de Akashi.

A espécie Stegodon orientalis shodoensis foi descrita por Matsumoto em 1924, a partir de materiais coletados da aldeia de Yoshima [ja] (atual Sakaide ), na Província de Kagawa.:333 A subespécie foi elevada à categoria de espécie por Makiyama em 1938.:17 Parte do material relacionado a S. shodoensis (ショウドゾウ also ミツゴゾウ)  pertence a espécie S. aurorae.:5 Parastegodon? kwantoensis, o protônimo de Stegodon kwantoensis (カントウゾウ) , foi descrito por Tokunaga Shigeyasu em 1934 a partir de material dentário encontrado na aldeia de Kakio [ja] (atual Kawasaki), Província de Kanagawa.:17 Já a espécie Parastegodon sugiyamai, o protônimo de Stegodon sugiyamai (スギヤマゾウ) , foi descrito por Tokunaga Shigeyasu em 1935, a partir de um molar desenterrado durante a construção de uma estrada na vila de "Saida", Província de Kagawa. Já Parastegodon akashiensis, o protônimo de Stegodon akashiensis (アカシゾウ), foi descrito por Takai Fuyuji em 1936, a partir de um molar superior (um dente pós-canino) achado através dos rochedos costeiros da vila de Ōkubo (Atual Akashi), Província de Hyōgo. Materiais adicionais coletados na costa e no solo oceânico de Akashi, incluindo dois crânios e uma mandíbula inferior, foram publicados ao mesmo tempo e relacionados a espécie P. akashiensis por Shikama Tokio. Parastegodon infrequens, o protônimo de Stegodon infrequens (インフリークエンスゾウ e タキガワゾウ), foi descrito por Shikama Tokio em 1937, a partir de restos coletados do solo oceânico da região de Akashi, Província de Hyōgo.:12 Além disso, P. kwantoensis, P. sugiyamai, e alguns dos materiais coletados relacionados a P. akashiensis foram sinonimizados com P. aurorae, e materiais referentes a P. infrequens foram sinonimizados com P. akashiensis, por Takai em 1938.:753–4 Enfim, Taruno foi responsável por sinonimizar P. akashiensis com S. aurorae em 1991.:5